# خافيير كاسترو
خافيير كاسترو (بالإنجليزية: Javier Castro)‏ (15 أغسطس 1991 بغوادالاخارا في المكسيك - ) هو لاعب كرة قدم أمريكي في مركز الهجوم. لعب مع اوكلاهوما سيتي أنرجي وLA Laguna FC ‏ وVentura County Fusion ‏ وOrange County SC U-23 ‏.

## وصلات خارجية
- خافيير كاسترو على موقع قاعدة بيانات كرة القدم.إي يو (الإنجليزية)